# أليخاندرو إنسيناس رودريغيز
أليخاندرو إنسيناس رودريغيز (من مواليد 13 مايو 1954) هو سياسي مكسيكي يساري ينتمي سابقًا إلى حزب الثورة الديمقراطية والحزب الاشتراكي الموحد للمكسيك والحزب الاشتراكي المكسيكي والحزب الشيوعي المكسيكي. شغل منصب الرئيس الرابع لحكومة المقاطعة الفيدرالية من 2005 إلى 2006. يعمل إنسيناس في مجلس الشيوخ بالكونغرس كسناتور يمثل ولاية المكسيك.
أليخاندرو إنسيناس حاصل على شهادة في الاقتصاد من الجامعة الوطنية المستقلة في المكسيك. وهو باحث سابق في لجنة الأمم المتحدة الاقتصادية لأمريكا اللاتينية ومنطقة البحر الكاريبي وعمل مرتين في مجلس النواب (1985-1988 - 1991-1994).
في عام 2000 ترشح لمنصب مدير عام في ألفارو أوبريغون إحدى مقاطعات مكسيكو سيتي. خسر أمام المحافظ لويس إدواردو زونو شافيرا.
خدم إنسيناس في حكومة أندريس مانويل لوبيز أوبرادور حتى استقالته. شغل منصب رئيس حكومة المقاطعة الفيدرالية من 1 أغسطس 2005 إلى 4 ديسمبر 2006. وخلفه مارسيلو إبرارد.
قدم إنسيناس الدعم الرسمي لحملة لوبيز أوبرادور الرئاسية خلال الانتخابات العامة المكسيكية عام 2006، ثم دعم لاحقًا لحصار الطرق في مكسيكو سيتي.
هو أيضًا وزير البيئة ووزير التنمية الاقتصادية وسكرتير الحكومة ورئيس حكومة المقاطعة الاتحادية.